# 読者参加型ゲーム
読者参加型ゲーム（どくしゃさんかがたゲーム、読者参加ゲームまたは読者参加企画とも）は、プレイバイメール形式のゲームの一種で、雑誌誌上で読者の参加によってストーリーを展開するゲームの事である。読参（どくさん）などと略されて呼ばれている。
基本的には連載記事の中で基本となるストーリーが展開し、それに沿った選択内容やパラメータを参加用紙（雑誌封入の専用はがきなど）に記述、その内容によって読者の行動が決定し、ストーリー展開によっては読者のキャラクターがストーリーに関わってくることもある。
商業的に展開された大規模多人数プレイバイメールとの違いとして、
- 専用のプレイング契約を必要とせず、雑誌を購読し、はがきなどの参加用紙を使うことで、誰でも安価で参加できる
- 参加するために膨大なパラメータや選択肢を記述・選択する必要がなく、基本的に平易な選択肢などが用いられる

といった事があげられる。
また、こうした読者企画を原作として、コンピュータ・テーブルゲーム両媒体において、ロールプレイングゲームなどの形でゲーム化され、さらには漫画・小説（ライトノベル）・アニメなどメディアミックス展開されているケースも多い。
また、定期更新型オンラインゲームは読者参加型ゲームのデジタル版ともいうべきゲームであり、読者参加型ゲームのノウハウの多くが生かされている。

## 歴史

### 黎明期
「雑誌というマスメディアを使って、世界中の様々な場所の読者同士でゲームを楽しむ」と言う読者参加型ゲームの発想がいつ頃から生まれたのかはっきりしたことは定かではない。
日本における読者参加型ゲームの先駆けになったのは、日本ソフトバンク出版事業部のゲーム雑誌『Beep』に1985年8月号から1年間連載された「ヤタタウォーズ」である。これは読者投稿のコーナーにSFウォー・シミュレーションゲーム的な要素を盛り込んだ様な内容の読者投稿企画で、端的にたとえるならば『週刊少年ジャンプ』（集英社）の当時の読者投稿コーナー「ジャンプ放送局」のレース制にゲーム性とバックストーリーを追加したものであった。
1987年には、アナログゲーム総合誌であった『ゲームグラフィックス』誌で、武装車両によるレースをテーマにした『イングリッズ・レース』と近代の空中戦をテーマにした『フィクショナル・トルーパーズ』の二つの読者参加型ゲームの連載が開始された。これは詳細なルールが設定された下で読者が参加キャラクターを登録し、毎号雑誌を舞台に他の読者と勝負を行って、その結果ポイントなどが加算されていき長期間のポイント合計を競うというものであり、かなり本格的なものであった。また、フィクショナル・トルーパーズでは戦争のマクロな状況が読者たちの戦いによって変動し、その戦史が劇画によって毎号紹介されるという強いストーリー要素をもつゲームであり、「読者たちのゲームの勝敗が架空世界のストーリー展開を作っていく」という読者参加型ゲームの原型を作り出している。
1988年にパソコンゲーム誌『コンプティーク』でロボットバトルものの『ロボクラッシュ』と宇宙戦争ものの『トップをねらえ!』が始まる。特に『トップをねらえ!』は同名のOVAとのタイアップによるメディアミックス企画であり、その内容は大きな話題を呼ぶことになる。コンプティーク誌での二つの読者参加型ゲームの成功により、1989年には角川書店はコンシューマゲーム誌『マル勝PCエンジン』でも読者参加型ゲームが始められた。それがファンタジー世界を舞台にした『水晶の王者』である。それの好評を受け、『マル勝ファミコン』誌の『ダブルムーン伝説』(1990年連載開始）など、多くのコンシューマゲーム誌で「おまけ企画」として読者参加型ゲームを連載する流れが出来た。

### キャラクター登録型の読者参加型ゲーム
コンシューマゲーム誌で連載された読者参加型ゲームは、折からのコンピュータRPGブームにのってRPG風ファンタジー世界を舞台にした冒険ものが主流であった。読者はRPGのようにキャラクターを作り、毎号雑誌上で紹介される冒険に挑むためにキャラクターの行動を書いて（大抵は用意された選択肢から選ぶ）往復ハガキを出し、その結果、返信ハガキで経験値や入手したアイテムのデータが返って来て、それを使って成長したキャラクターをまた次の応募に使用する、というのが当時の読者参加ゲームのスタンダードであった。（この節以降、このように読者が自分の操るキャラクターを自ら作ってゲームを行う形式の読者参加型ゲームを「キャラクター登録型」と便宜上呼称する）。
キャラクターが冒険に成功するかどうかはキャラクターの能力値から導き出され、それを判定するためのルールは読者参加型ゲームごとに違い、ルールが簡易なものもあればテーブルトークRPGやプレイバイメール並に煩雑なものもあった。各キャラクターの冒険の結果はただの数値だけでなくゲーム世界のストーリーを動かす要因にもなった。用意された選択肢を選ぶだけとはいえ、それを選ぶキャラクターは数百人以上いるのである。当然、相反する選択肢を選んだキャラ同士は戦いが起こることになり、どちらのキャラが勝利したかによって世界の様相は変動していく。ストーリーの変容の中でもっとも活躍したキャラクター（要するに最も高度に判定に勝利したキャラクター）は雑誌上に掲載されるイラストストーリーなどに登場し、ゲームに参加している読者たちの誇りとなった。
この時期の読者参加型ゲームの主流が、RPG風のキャラクター登録型だった理由の一つに、ゲームの多くがコンシューマゲーム誌で連載されていたこともある。一応はコンシューマゲーム誌なわけで、いわゆる「コンピュータゲームに似た空気」が読者参加ゲームには求められたのである。『コンプティーク』で連載されていた『ロボクラッシュ』や『トップをねらえ!』などはRPGというよりシミュレーションゲーム的なノリであったが、当時はコンシューマゲームではシミュレーションゲームというジャンルの認知度が低かったのもコンシューマゲーム誌でRPG風味の読者参加型ゲームが中心になった理由である。
また、コンシューマゲーム誌に限らずこの当時はテーブルトークRPG誌でも盛んに読者参加型ゲームが連載されていたが、こちらはキャラクター登録型が主流なのは変わらなかったが、SF戦記モノや美少女モノなど、当時のRPGの王道であった冒険ファンタジーなノリとはあえて違う方向を目指すことが多かった。
「コンピュータゲームに似た空気」を持たせることのメリットには、その読者参加型ゲームを実際にコンシューマゲームのRPGとして発売することが容易だということもあった。この時期は『ファージアスの邪皇帝』『ダブルムーン伝説』など多くの読者参加型ゲームがコンシューマゲームとメディアミックス展開を行った。
キャラクター登録型の読者参加型ゲームのゲーム性は後のゲームほど複雑化していき、読者同士でチームを組んだり、プレイバイメールのように自由な行動を可能とするものも増えていった。しかし、読者参加型ゲームの参加人数が増えていくにつれ、それを処理する側の負担も増えていった。有料のプレイバイメールと違い無料の読者参加ゲームは多くの参加者をひきつけた一方で、煩雑化に対応するためのコストがかけられないというジレンマがあったのである。このこともあって、1990年代の半ばになるとキャラクター登録型の読者参加型ゲームは急速に失速することになる。RPG的な空気を持たなくてはコンシューマゲーム誌の雰囲気にはあわないということもあり、多くのコンシューマゲーム誌からキャラクター登録型の読者参加型ゲームは消えていった。
ただし、現在でもパソコンゲーム誌やアナログゲームを扱う雑誌では、比較的難解なルールを持つキャラクター登録型の読者参加型ゲームが連載されている。近年ではRPG的というより、より対戦ゲーム的な要素を持つものの方が目立つようになっている。

### 人気投票型の読者参加型ゲーム
キャラクター登録型の冒険RPG風の読者参加型ゲームが主流の1992年、『マル勝PCエンジン』誌に『女神スタジアム』という新しいタイプの読者参加型ゲームが登場する。これは、読者のキャラクターを活躍させるのでなく製作側が用意した数人のキャラクターを活躍させてストーリーを語っていくというゲームであった。どのキャラクターが活躍するかは読者の応援ハガキにより決まるため、読者は好みのキャラクターを活躍させるべくハガキを送ろうというのがコンセプトであった。つまり人気投票を行い、その結果でストーリーが変化するという形式の読者参加型ゲームである。（この節以降、このように読者による人気投票を主体とする形式の読者参加型ゲームを「人気投票型」と便宜上呼称する）。この「女神スタジアム」以降、このような人気投票型読者参加型ゲームが他にも増えていくことになる。
人気投票型読者参加ゲームは、読者が自分が活躍させたいキャラクターを一人選び、投票数に従いキャラクターの活躍の度合いが決定されるというのが基本的な流れである。読者が行うことは人気投票に参加するだけという手軽さが売りだが、ただの投票には終わらないようにゲーム性が工夫されているものも多く存在する。
ゲーム性の工夫としてよくある物が、キャラクター同士がなんらかをめぐった争奪戦のライバルとして対立しているような構図になっているものである。どのキャラクターがその争奪戦で有利に立てるかは投票数によって決まる。純粋に投票数だけで争奪戦の有利不利が決まるものもあれば、RPG型と同じくキャラクターに能力値を設定して行為判定による対決で争奪戦の順位を決定するものも存在する。このとき、そのキャラクターの投票数が行為判定へのボーナスとして影響するのが基本である。人気のあるキャラクターはそれだけ強くなるのである（逆に行為判定が行われるゲームでは人気のないキャラクターが逆転することもありえる）。このような争奪戦タイプのゲームでは読者同士が組織票を行うためキャラクターごとの応援団のようなものも誌上のコーナーで発足することもある。「本命であるAというキャラクターのライバルのBというキャラクターを蹴落とすためにCというキャラクターを支援する」などといった戦略もあり、別のキャラクターの応援団同士が連携するなどといったこと良く行われる。
キャラクターへの人気投票を行うだけでなく、「キャラクターたちに対してどういう行動をさせたいか」や「キャラクターたちがどんな事件に巻き込まれるか」などを用意された選択肢から選んでハガキに書いて送ることを主体にしたゲームもある。近年ではこのタイプが人気投票型の主流である。このタイプの場合では、それぞれのキャラクターに対してもっとも応募数が多い選択肢が採用されて次回のキャラクターたちの行動が決定される。そしてその複数のキャラクターたちのそれぞれの行動が一つのストーリーを形作るのである。このタイプのゲームでは「キャラクターの対決における行為判定」のような数値処理が絡む部分をルールとしてデザインする必要がない反面、予想外の選択肢にもストーリーを対応させる高い文芸力が問われる。また、『シスター・プリンセス』や『双恋』などの恋愛ゲーム 的な要素を主体にした人気投票ゲームの場合、ヒロインキャラクターとは別に「主人公」が設定されることがある。そしてこの主人公の行動を読者の投稿で決定するのである。この主人公はヒロインとは違い読者の分身ということで名前や個性は設定されないこともある。
これらの人気投票型のゲームは、応募数が大量にあってもさばきやすいということもあり、製作側からは重宝された。人気投票に対象となるキャラクターたちは基本的にいわゆる美少女キャラが用意されるのが定番だった。これは人気投票を行うのに値するだけの華がキャラクターには必要だったということが大きい。1990年代後半の時期は、『電撃G's magazine』や『E-LOGIN』など、アダルトゲームを含む「美少女ゲーム」の紹介を主軸とする雑誌で多くの人気投票型の読者参加型ゲームが展開された（なお、『パソコンパラダイス』も1990年代初期から現在に至るまで読者参加型ゲームの連載で知られるアダルトゲーム雑誌だが、この雑誌で行われているのはキャラクター登録型が中心である）。
美少女キャラクターを使った人気投票型読者参加ゲームには、RPG風の読者参加型ゲーム以上にメディアミックスが容易であるというメリットもある。その美少女キャラクターさえ出せればどのような形のメディアミックスも可能だからである。いわゆるギャルゲーの形でコンピュータゲーム化されたものは多い。コミック化、アニメ化、小説化されたものもある。中でも1999年に電撃G's magazineで開始された『シスタープリンセス』がメディアミックス展開で大ヒットし、キャラクターグッズが大量に販売された。
この成功を受け、美少女キャラクターを使った人気投票型読者参加ゲームは、萌え系キャラクタービジネスの一つのモデルとしても使われるようになる。メディアミックス系キャラクターコンテンツを立ち上げる際、はじめに人気投票型読者参加型ゲームを行い、どんなキャラが人気か、どんなストーリー展開が望まれているかなどをリサーチすることが可能なのである。また、読者の食いつきが悪い企画はその時点でメディアミックス計画を白紙に戻すこともできる。2000年代以降はこの流れによってゲーム誌以外の、メディアミックス系キャラクター誌でも人気投票型読者参加ゲームが行われるようになった。人気投票型読者参加ゲームが積極的に行われたキャラクター誌には『メガミマガジン』や『電撃萌王』、『マジキュー』など多数ある。

## The Vot's
1998年に『PC Angel』の増刊として創刊された「The Vot's（ザ・ボッツ）」は読者参加型ゲームの専門誌である。専門誌というのは空前にして絶後で、現在でも唯一の存在だが、わずか2号で休刊したために読者参加型ゲームを楽しむ雑誌としては機能していたとは言いがたい。

## 代表的な読者参加ゲーム
- イングリッズ・レース
- フィクショナル・トルーパーズ
- ダブルムーン伝説
- 聖獣魔伝ビースト&ブレイド
- ロボクラッシュ
- ハイパー・ロボクラッシュ
- 水晶の王者
- さまよえる白銀宮（プラチナムパレス）
- 黄昏狩人
- 女神天国
- 超女王様伝説 セント★プリンセス
- ハイパートンネルズ&トロールズ・ドラゴンズ’ヘブン
- メタルバスターズ
- 惑星探検ゴンドワナ
- 幻奏戦記Ru/Li/Lu/Ra
- パラダイスフリート
- セラフィムコール
- シスター・プリンセス
- 双恋
- HAPPY★LESSON
- Milky Season
- Merry Little Park!
- Strawberry Panic!
- ウルトラC（チャーミング）!
- 2/3 アイノキョウカイセン
- マリッジロワイヤル
- A.I. Love You!
- おひめさまナビゲーション
- Baby Princess
- メイド イン ドリーム
- からふる☆エデュケーション
- きみにおくるぼくのうた
- Present Pretty
- 戦士たちの鎮魂歌
- 機動戦士ガンダム G-STRATEGY
- G-STORY
- セレニテス・ノクターン
- ＲＥＫＩ－１グランプリ
- ゲート・ガーディアン
- ゲート・ワールド
- クリス・クロス
- バイトマスター
- 精霊異境REBISS
- 威武の嵐
- みらくる☆くる～ず
- ブレイブキャスター